# Preponini
Tribu
Les Preponini sont une tribu de lépidoptères de la sous-famille des Charaxinae (famille des Nymphalidae).

## Répartition
La tribu compte une vingtaine d'espèces inféodées aux forêts tropicales d'Amérique du Sud.

## Systématique
La tribu a fait l'objet d'une étude moléculaire visant à résoudre les relations phylogénétiques entre genres mais aussi entre espèces. Cette étude a permis de mettre en évidence la paraphylie des genres Prepona et Archaeoprepona. En conséquence, les genres Agrias et Noreppa ont été respectivement synonymisés avec les genres Prepona et Archaeoprepona. Ces résultats sont en adéquation avec un article scientifique présentant une analyse cladistique de la morphologie de l'ensemble des genres de la sous-famille des Charaxinae. Par ailleurs, une étude indépendante portant sur la morphologie des genitalias de 31 espèces et de 13 genres de Charaxinae néotropicaux a apporté un soutien supplémentaire à cette nouvelle classification.

## Classification
Cette classification suit les résultats de l'étude moléculaire citée ci-dessus et dont les changements taxonomiques ont été publiés. Les espèces des genres Agrias et Noreppa sont donc listées au sein des genres valides Archaeoprepona et Prepona:
Archaeoprepona :
- Archaeoprepona amphimachus (Fabricius, 1775) - Non monophylétique
- Archaeoprepona camilla (Godman & Salvin, [1884])
- Archaeoprepona chalciope (Hübner, [1823])
- Archaeoprepona chromus (Guérin-Ménéville, 1844)
- Archaeoprepona demophon (Linnaeus, 1758)
- Archaeoprepona demophoon (Hübner, [1814])
- Archaeoprepona licomedes (Cramer, [1777])
- Archaeoprepona meander (Cramer, [1775])
- Archaeoprepona phaedra (Godman et Salvin, [1884])

Prepona :
- Prepona aedon (Hewitson, 1848)
- Prepona amydon (Hewitson, 1854)
- Prepona claudina (Godart, 1824) - Non monophylétique
- Prepona deiphile (Godart, [1824]) - Non monophylétique
- Prepona dexamenus (Hopffer, 1874)
- Prepona eugenes (Bates, 1865)
- Prepona hewitsonius (Bates, 1860)
- Prepona laertes (Hübner, [1811])
- Prepona narcissus (Staudinger, 1895) - Non monophylétique
- Prepona pheridamas (Cramer, [1777])
- Prepona praeneste (Hewitson, 1859)
- Prepona pylene (Hewitson, [1854]) - Non monophylétique
- Prepona werneri (Hering et Hopp, 1925)